# Chiềng Châu
Chiềng Châu là một xã thuộc huyện Mai Châu, tỉnh Hòa Bình, Việt Nam.
Xã Chiềng Châu có diện tích 16,88 km², dân số năm 1999 là 3151 người, mật độ dân số đạt 187 người/km².